# Jaroslav Heyrovský

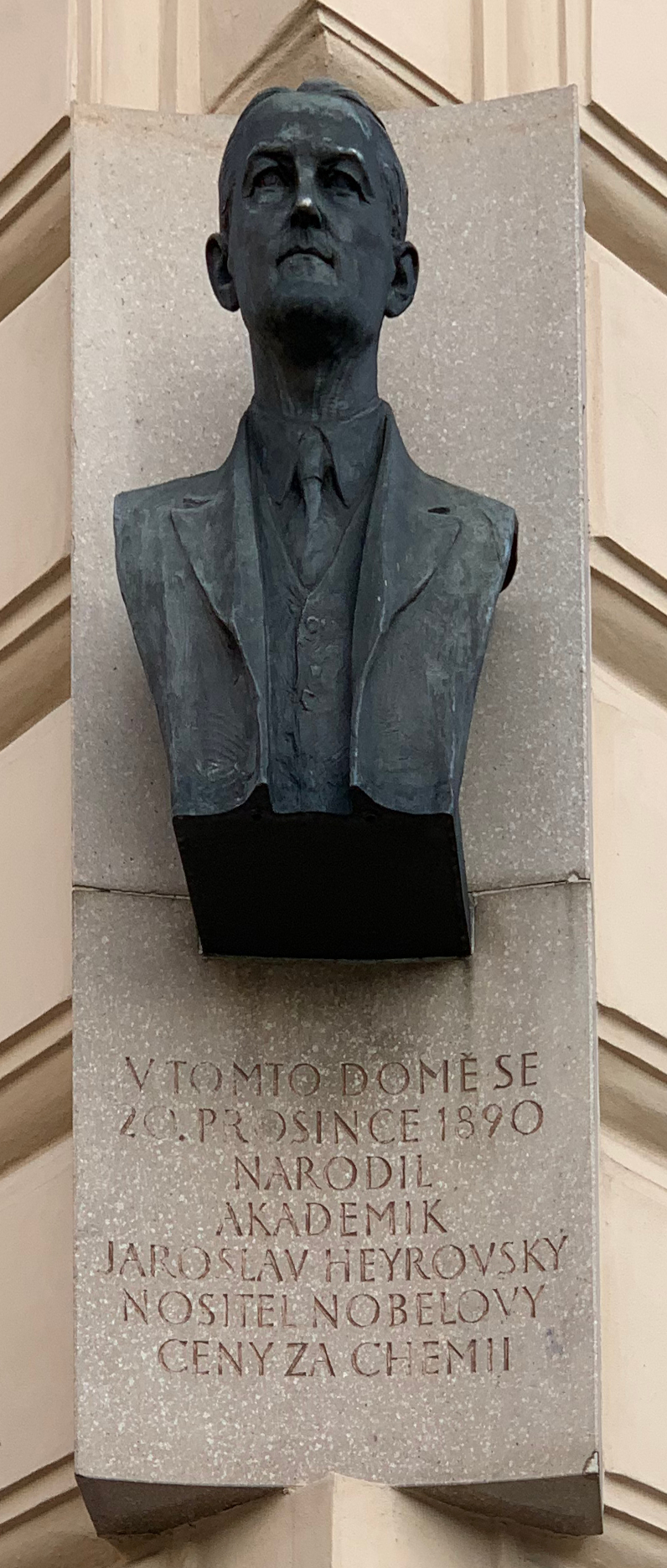
Popiersie uczonego w Pradze

Jaroslav Heyrovský (ur. 20 grudnia 1890 w Pradze, zm. 27 marca 1967) – czeski chemik, laureat Nagrody Nobla z dziedziny chemii w roku 1959.

## Życiorys
Urodził się w Pradze jako piąte dziecko w rodzinie profesora prawa rzymskiego Leopolda Heyrovskiego i Klary, z domu Hanl. Studiował chemię, fizykę i matematykę na Uniwersytecie Praskim, a także na University College w Londynie, m.in. pod kierunkiem sir Williama Ramsaya. Dyplom bakałarza otrzymał w roku 1913. Stopień doktora uzyskał w Pradze w 1918 roku i Londynie w 1921 roku. Jego dalsza praca naukowa przebiegała na Uniwersytecie Karola w Pradze, gdzie uzyskał pierwsze stanowisko naukowe w roku 1922, oraz gdzie w roku 1926 został mianowany pierwszym profesorem chemii fizycznej.
Główną domeną działalności Jaroslava Heyrovskiego była polarografia, którą jako jej twórca w roku 1922 wprowadził do stosowania jako jedną z metod chemii analitycznej z zakresu analityki instrumentalnej.
W 1962 został członkiem zagranicznym PAN. 27 maja 1950 Uniwersytet Warszawski przyznał mu tytuł doktora honoris causa.
Na jego cześć została nazwana odkryta w 1982 roku planetoida (3069) Heyrovský.